# Publi Deci Mus (cònsol 340 aC)
Publi Deci Mus (en llatí: Publius Decius Mus) va ser un magistrat romà que va viure al segle iv aC.
Deci és mencionat per primera vegada l'any 352 aC quan va ser nomenat quinquevir mensarius amb l'encàrrec de liquidar els deutes dels ciutadans. El 343 aC va ser tribú militar sota Aule Corneli Cos Arvina a la guerra contra els samnites i es va portar com un heroi quan l'exèrcit romà va quedar rodejat pels enemics en una vall. Mus, amb 600 homes es va presentar voluntari per conquerir una posició estratègica a un lloc alt. La va ocupar i es va mantenir ferm contra els furiosos atacs samnites. A la nit va sortir de la posició, es va reunir amb el cònsol, al que va convèncer per atacar per sorpresa el campament samnita. Els romans van obtenir una brillant victòria i van capturar el campament samnita. Va rebre en recompensa una corona d'or, un centenar de bous i un magnífic toro blanc amb les banyes daurades.
L'any 340 aC va ser elegit cònsol amb Tit Manli Imperiós Torquat i van dirigir conjuntament la gran guerra llatina. Estaven acampats enfront de l'enemic prop de Càpua quan en una visió els déus van demanar el sacrifici d'un dels dos cònsols. Van dir que el general que morís en combat garantia la victòria pel seu exèrcit. Es va convenir que el que atacaria primer seria el que abans arribes al riu. La batalla decisiva es va lliurar al peu del Vesuvi. Mus va convocar el pontífex màxim i va anunciar el seu sacrifici, anomenat devotio, es va dirigir a la part on l'enemic era més fort, i va morir a la lluita. Aquest relat sembla molt llegendari i Joan Zonaràs en dona una versió diferent: diu que va morir a mans d'un soldat romà i després consagrat com a víctima.
Mentrestant, l'altre cònsol va desbaratar l'exèrcit enemic i es va fer amb la victòria.